# Carl Albert Lindström
Carl Albert Lindström, född 19 december 1853 i Härnösand, död 3 december 1910 i Stockholm, var en svensk läkare och anatom.
Lindström blev student vid Uppsala universitet 1872, medicine licentiat i Stockholm 1888 samt professor i anatomi vid Akademien för de fria konsterna 1902. Han var från 1885 till sin död lärare i anatomi vid Karolinska Institutet dels som e.o. och ordinarie prosektor (1885-1888, 1898–1910), dels som tillförordnad, e.o. och ordinarie professor (1888–1899). Han var även inspektor för Tandläkareinstitutet från 1900 (tillförordnad från 1898).
Genom sin energiska verksamhet som lärare ansågs Lindström ha gjort den svenska läkarbildningen en synnerligen stor förtjänst. Som ett erkännande utnämndes han 1900 till medicine hedersdoktor i Uppsala. Lindström efterlämnade en frimärkssamling, som sedermera såldes för 227 000 kronor.